# Zeche Friedrich Heinrich
Die Zeche Friedrich Heinrich ist ein ehemaliges Steinkohlenbergwerk in Kamp-Lintfort. Das Bergwerk wurde im Jahr 2001 Teil des Bergwerk West der RAG. Die Zeche Friedrich Heinrich bildete zusammen mit der Zeche Niederberg die westliche Grenze für den Steinkohlenbergbau im Ruhrgebiet. Namensgeber für das Bergwerk war der Freiherr von Diergardt. Die ihm verliehenen Grubenfelder wurden nach seinen Vornamen Friedrich und Heinrich benannt.
Im Jahr 2020 fand auf dem ehemaligen Bergwerksgelände der Schachtanlage Friedrich-Heinrich 1/2 die Landesgartenschau Kamp-Lintfort 2020 statt. Der dadurch entstandene „Zechenpark“ ist seit März 2021 ein neuer Ankerpunkt der Route der Industriekultur. Bereits vorher war die Zeche und die Alt-Siedlung ein Standort der Themenroute 17: Rheinische Bergbauroute.

## Geschichte

### Bis 1918

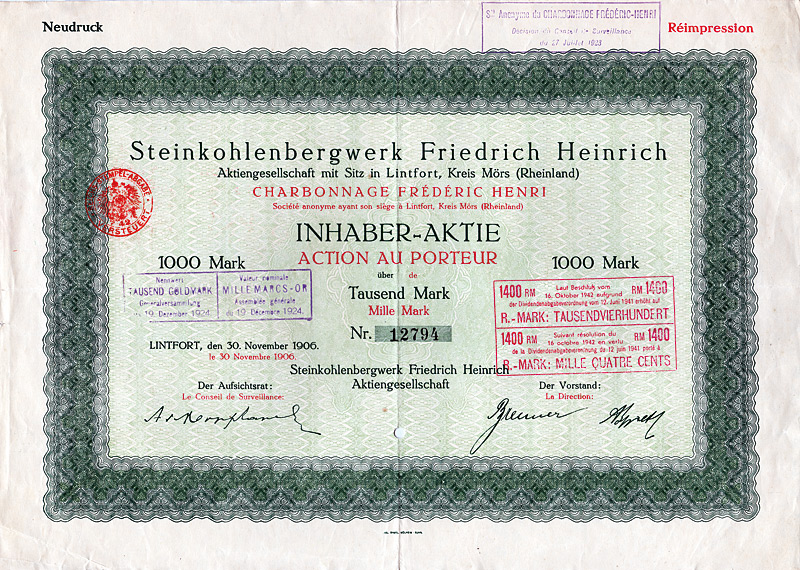
Aktie über 1000 Mark der Steinkohlenbergwerk Friedrich Heinrich AG vom 30. November 1906

Am 21. Mai des Jahres 1862 wurde das Feld Humboldt verliehen. Die Verleihungsurkunde wurde auf die Gewerken Friedrich Freiherr von Diergardt, Ferdinand Stein und Wilhelm Königs ausgestellt. Die Berechtsame umfasste eine Fläche von 93,9 km2 und war somit noch etwas größer als diejenige der Zeche Rheinpreußen. Das Feld wurde in der Zeit vom 18. Januar bis zum 23. Juni des Jahres 1874 in drei Teile geteilt. Der östliche Feldesteil wurde Friedrich Heinrich bezeichnet. In den Jahren 1901 bis 1904 wurden in dem Feld Probebohrungen durchgeführt. Im Jahr 1906 wurde die Aktiengesellschaft Steinkohlenbergwerk Friedrich Heinrich durch eine französische Bankengruppe unter der Führung der Société générale de crédit industriel et commercial (Paris) gegründet. Der damalige Präsident dieser Bank, Albert de Montplanet (1839–1927), wurde der erste Aufsichtsratsvorsitzende. Nur wenige Tage nach der Gründung der Aktiengesellschaft erwarb die Gesellschaft von den Erben des Freiherrn von Diergardt das Grubenfeld Friedrich Heinrich, dieses hatte eine Größe von 29,4 km2. Nach dem Erwerb beschloss die Gesellschaft, auf einem 1200 Morgen großen Gelände ein komplettes Bergwerk zu errichten. Erster Bergwerksdirektor wurde Franz Brenner; er kam von der Deutsch-Luxemburgischen Bergwerks- und Hütten-AG. Brenner wurde von der Gesellschaft beauftragt, den Bau des Bergwerks zu planen und durchzuführen.
Das Abteufen der Schächte 1 und 2 begann im Jahr 1907, der Spatenstich dafür erfolgte in der Mitte des Grubenfelds. Für die Abteufarbeiten wurden Hilfsbauten aus Holzfachwerk errichtet. Die Arbeiten für den Schacht 1 wurden im Jahr 1908 im Gefrierverfahren begonnen. Für den Materialtransport wurde über Tage eine Schmalspurbahn errichtet. Während der Teufarbeiten kam es im Jahr 1909 in Schacht 1 bei einer Teufe von 145 Metern zu einem Schwimmsandeinbruch. Im selben Jahr wurde auch im Schacht 2 mit dem Gefrierverfahren begonnen. Außerdem wurde in diesem Jahr das Feld Friedrich Heinrich 3 erworben. Die Berechtsame umfasste nun eine Fläche von 43,8 km2. Da für das Bergwerk die notwendige Infrastruktur fehlte, wurden etwa zeitgleich mehrere Straßen angelegt. Auch Wohnungen für die Bergleute wurden erbaut. Hierfür wurde auf der Lintforter Heide mit dem Bau der ersten Zechensiedlungen, der Alt-Siedlung Friedrich-Heinrich begonnen, die Grundlage für die spätere Stadt Kamp-Lintfort wurden. Im Jahr 1910 kam es im Schacht 1 bei einer Teufe von 244 Metern zu einem erneuten Schwimmsandeinbruch. Im selben Jahr erreichte der Schacht 2 bei einer Teufe von 306 Metern das Karbon. Außerdem beteiligte sich die Steinkohlenbergwerk Friedrich Heinrich AG zusammen mit mehreren weiteren Gesellschaften an der Gründung der Niederrheinischen Grunderwerbsgesellschaft mbH. Im Jahr darauf erreichte der Schacht 1 bei einer Teufe von 307 Metern das Karbon. Im selben Jahr wurde im Schacht 2 bei einer Teufe von 350 Metern die 1. Sohle und bei einer Teufe von 400 Metern die 2. Sohle angesetzt.
Zum 1. Juli 1912 wurde die Kohleförderung aufgenommen. Schacht 1 wurde als Förderschacht, Schacht 2 als Wetterschacht genutzt. Im selben Jahr wurde mit dem Bau einer Koksofenbatterie mit Nebenproduktanlagen begonnen. Die Tagesanlagen wurden großzügig in anspruchsvoller Architektur gebaut. Im Jahr 1913 wurden die Teufarbeiten an Schacht 2 wieder aufgenommen und dieser wurde tiefer geteuft. Bei einer Teufe von 450 Metern wurde die 3. Sohle angesetzt. Im selben Jahr wurde auf der Schachtanlage 1/2 eine Kokerei in Betrieb genommen. Im Jahr 1914 wurden die Teufarbeiten an Schacht 2 wieder aufgenommen und bis zur 3. Sohle geteuft. Seit 1914 besaß die französische Firma „Les Petit-Fils de François de Wendel & Cie“ die Aktienmajorität an der „Friedrich Heinrich AG“. Der Ausbruch des Ersten Weltkriegs hatte weitreichende Konsequenzen für das Bergwerk, denn 50 Prozent der Mitarbeiter wurden zum Kriegsdienst einberufen. Das Bergwerk wurde mit Kriegsausbruch auf Grund einer Verordnung des Bundesrates unter Zwangsverwaltung gestellt. Im Jahr 1915 kam es über Tage zu einer Explosion eines Dampfkessels, hierbei wurden vier Mitarbeiter getötet. Bedingt durch den Ersten Weltkrieg verloren alle Franzosen ihr Aufsichtsratsmandat. Bedingt durch die Zwangsverwaltung trat das Bergwerk im Jahr 1916 dem sogenannten Übergangs-Kohlensyndikat bei. Im Jahr 1917 wurde das Bergwerk an die Rheinische Stahlwerke AG verkauft. Im selben Jahr wurde im Schacht 1 bei einer Teufe von 550 Metern die 4. Sohle angesetzt. Im Jahr darauf wurde mit der Förderung ab der 3. Sohle begonnen.

### Zwischenkriegszeit
Am 21. September des Jahres 1921 erging ein Urteil des deutsch-französischen Schiedsgerichtes in Amsterdam, welches die Besitzverhältnisse des Bergwerks wieder veränderte. Aufgrund des Urteils wurde die vorherige Besitzübernahme für ungültig erklärt und die alten Organe der AG wurden wieder in ihre Funktionen gesetzt. Zeitgleich trat die Gesellschaft wieder aus dem Rheinisch-Westfälischen Kohlen-Syndikat aus. In den Jahren 1921 und 1922 wurden auf dem südlichen Teil des Werksgeländes ein Schirrhaus, ein Lokomotivschuppen, ein Pumpenhaus und ein Gebäude für die Grubenfeuerwehr erbaut. Im Jahr 1924 wurde der Schacht 2 erweitert. Im selben Jahr übernahm der französische Konzern de Wendel 80 Prozent der Aktien des Bergwerks. Neuer Vorsitzender des Aufsichtsrates wurde Humbert de Wendel. Im Jahr 1925 wurden auf dem Bergwerk unter dem Direktor Werner Brand zum ersten Mal in einem Streb stählerne Grubenstempel eingesetzt. Im selben Jahr übernahm das Bergwerk jeweils eine Kommanditbeteiligung an den zehn Kohlenhandelsgesellschaften des Rheinisch-Westfälischen Kohlen-Syndikats. Außerdem wurde in diesem Jahr das Feld Norddeutschland erworben, dieses blieb aber zunächst selbstständig. Im Jahr 1926 trat das Bergwerk erneut dem Rheinisch-Westfälischen Kohlen-Syndikat bei. Im selben Jahr wurde mit der Ausrichtung des Nordfeldes begonnen. Außerdem beteiligte sich das Bergwerk an der Gründung der Aktiengesellschaft für Kohleverwertung. Im Jahr 1927 wurden die Felder Vluyn, Vluyn II und Heinrich erworben. Im selben Jahr wurde der Schacht 2 bis zur 4. Sohle durchschlägig. Im Jahr darauf wurde das Feld Camp V erworben. Im selben Jahr begann der Aufschluss des Feldes Norddeutschland, indem mit den Teufarbeiten für den Schacht 3 begonnen wurde.

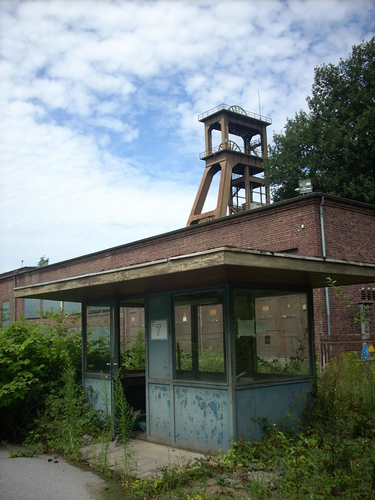
Schachtanlage Norddeutschland 3 in Kamp-Lintfort.

Im Jahr 1931 wurde das Feld Norddeutschland nun komplett übernommen, dieses hatte eine Größe von 12,4 km2, der darin befindliche Schacht 3 eine Teufe von 381 Metern. Durch die Übernahme des Feldes Norddeutschland war die gesamte Berechtsame nun angewachsen auf 65 km2. Zur Verbindung der Felder wurde auf der 1. Sohle ein Durchschlag mit dem Schacht Norddeutschland erstellt. In diesem Jahr wurden 39 Feierschichten eingelegt. Im Jahr 1932 wurden 65 Feierschichten, im Jahr 1933 wurden 37 Feierschichten und im Jahr 1934 wurden 43 Feierschichten eingelegt. Im selben Jahr wurde mit dem Aufschluss des Feldes Camp V begonnen. Um einen eigenen Landabsatzhändler zu haben, wurde im Jahr 1935 die Wilhelm Wehnert Kohlenhandelsgesellschaft mbH übernommen. Im Jahr 1936 wurden die Felder Vluyn, Vluyn II und Heinrich an die Niederrheinische Bergwerks AG abgegeben. Diese Maßnahme verkleinerte die Berechtsame auf nun 58,4 km2. Im Jahr 1937 übernahm die Zeche Friedrich Heinrich eine namhafte Beteiligung des Aktienkapitals der Schwesterzeche Heinrich Robert. 1938 wurden die Teufarbeiten am Wetterschacht 3 wieder aufgenommen und dieser bis zur 3. Sohle geteuft. Die Zeche Friedrich Heinrich erwarb eine Beteiligung an der Steinkohlen-Elektrizitäts AG. Die Teufarbeiten am Wetterschacht 3 wurden weiter geführt. Außerdem wurden die Felder Humboldt 1 und Humboldt 2 erworben. Dadurch wuchs die Berechtsame wieder an und umfasste nun eine Fläche von 89,7 km2. Das Grubenfeld von Friedrich Heinrich hatte zu diesem Zeitpunkt fast schon wieder seine alte Größe erreicht. Im Jahr 1940 war der Schacht 3 bis auf 474 Meter geteuft. Im Folgejahr wurde der Schacht 1 bis auf eine Teufe von 642 geteuft und bei einer Teufe von 500 Metern wurde eine neue 4. Sohle angesetzt. Die alte 4. Sohle wurde nun zur Zwischensohle. Die Gesellschaft Friedrich Heinrich erwarb eine Kommanditbeteiligung an der Kohlenhandelsgesellschaft des Rheinisch-Westfälischen Kohlen-Syndikats, und es begannen die Planungen für einen Ausbau des Bergwerks. Im Jahr 1942 wurde der Schacht 2 bis zur 5. Sohle auf 600 m abgeteuft. Außerdem wurde zum ersten Mal ein Kohlenhobel auf dem Bergwerk eingesetzt. Im Jahr 1943 begann die Gesellschaft Friedrich Heinrich im Feld Humboldt mit Bohrarbeiten für das anstehende Gefrierverfahren zum Abteufen der Schächte 4 und 5. Wegen Kriegseinwirkungen wurden die Arbeiten später unterbrochen und vorübergehend ausgesetzt. Gegen Ende des Zweiten Weltkriegs wurde insbesondere die Kokerei stark beschädigt. Auch die weiteren Werksanlagen wurden durch Luftangriffe in großem Umfang beschädigt.

### Seit 1945

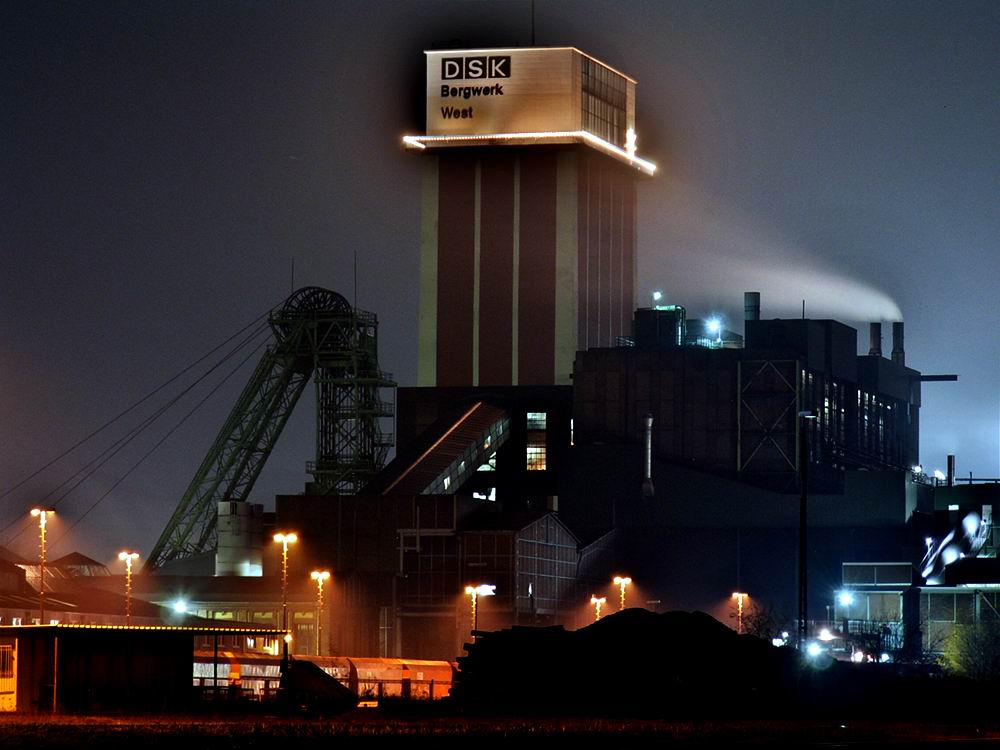
Zeche bei Nacht

Nach Ende des Zweiten Weltkriegs wurde das Bergwerk zunächst, wie auch der gesamte Ruhrbergbau, unter die Verwaltung der alliierten Militärbehörden gestellt. Noch im Jahr 1945 wurde mit dem Wiederaufbau der Tagesanlagen begonnen. 1946 waren die Bohrarbeiten auf dem Betriebsteil 4/5 beendet; es wurden nur noch Montagearbeiten durchgeführt. Auch die Kokerei wurde ab dem Jahr 1947 Zug um Zug durch einen Neubau mit neuen Öfen ersetzt. Die 1. und 3. Sohle bildeten zu der Zeit die Hauptfördersohlen. Auf der 5. Sohle wurden Ausrichtungsarbeiten durchgeführt. Im Jahr 1949 erhielt der de-Wendel-Konzern die volle Verfügung über sein Eigentum. Am 24. Juni des Jahres 1952 starben acht Bergleute bei einem Strebbruch. In dem Jahr wurde die 5. Sohle zur Hauptfördersohle. Für die Streckenförderung wurde diese Sohle mit Fahrdrahtlokomotiven ausgerüstet. Außerdem wurde ein untertägiges Stellwerk in Betrieb genommen. Im Jahr 1953 beteiligte sich die Gesellschaft an der Gründung der Kohle & Erz GmbH in Duisburg, es wurde mit der Erweiterung der Kohlenwäsche begonnen, und 1954 wurden auf der Kokerei zwei weitere Batterien in Betrieb genommen. Der Ausbau der Kokerei war nun vorerst beendet. Im Jahre 1956 wurde das Fördergerüst an Schacht 1 durch eine Turmförderanlage ersetzt, die mit zwei Vierseil-Gefäßförderungen ausgestattet wurde. Ferner wurde 1956 im westlichen Feldesbereich mit dem Abteufen des Seilfahrtschachtes 4 begonnen, nachdem vor dem Zweiten Weltkrieg an dieser Stelle zunächst eine eigenständige Doppelschachtanlage vorgesehen war. Im Jahr 1958 wurde im Schacht 4 die 400 Metersohle (mS) angesetzt. Mittlerweile waren alle Gewinnungsbetriebe des Bergwerks vollmechanisiert.

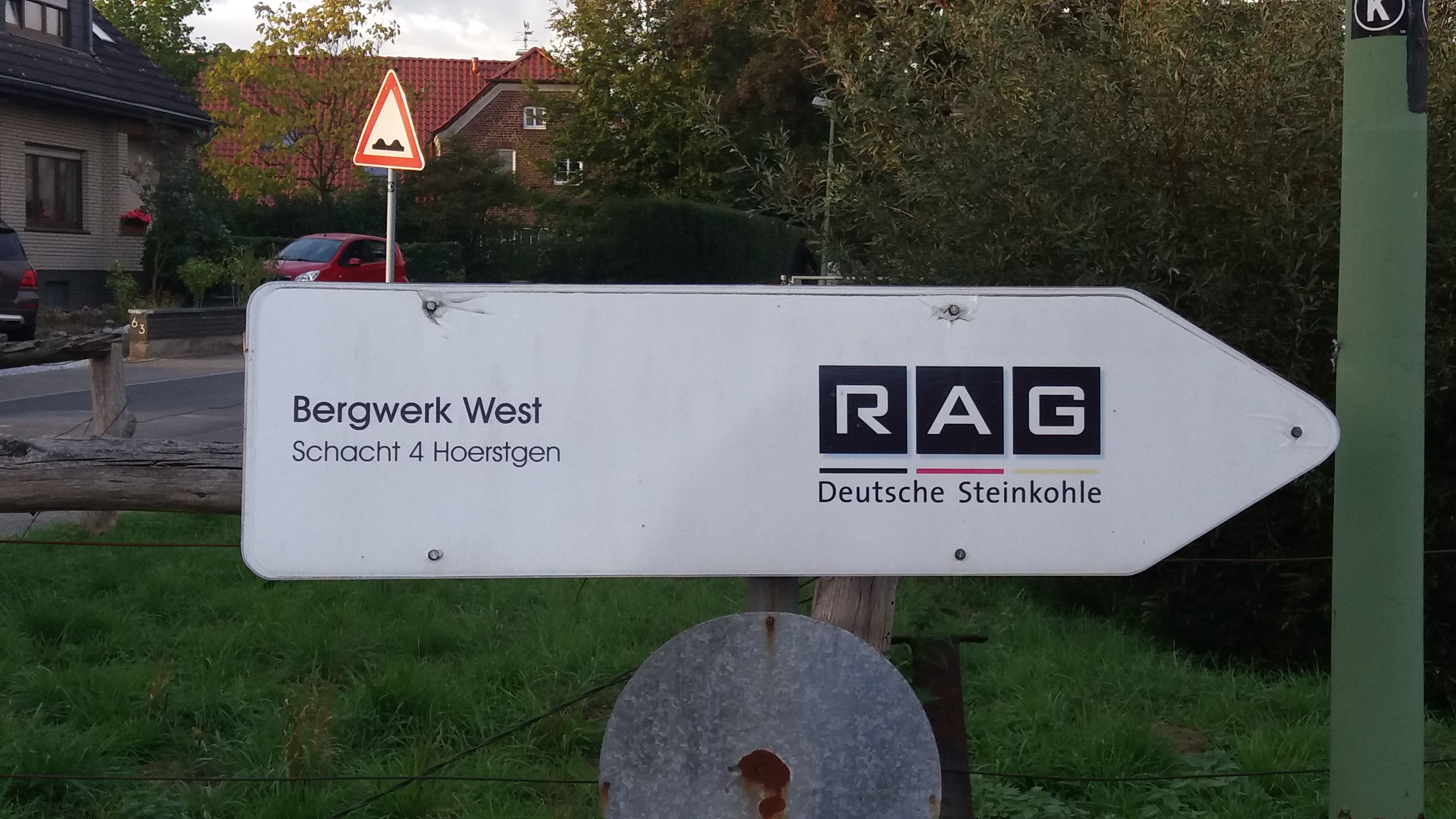
Wegweiser zum Schacht 4 in Hoerstgen

Im Jahr 1960 wurde der Wetterschacht 3 bis zur 3. Sohle in Betrieb genommen. Im Jahr 1964 wurde der Wetterschacht 4 bis zur 5. Sohle in Betrieb genommen. Die Berechtsame hatte nun eine Fläche von 118,7 km2. Im Jahr 1967 wurde das Feld Alfred erworben. Schacht 3 wurde weitergeteuft. 1968 wurde die Ruhrkohle AG (RAG) gegründet; die Zeche Friedrich Heinrich wurde in die RAG eingegliedert. Die Verhandlungen mit dem Bankhaus de Wendel gestalteten sich sehr schwierig und dauerten noch bis zum Ende des Jahres 1969. Das Bergbauvermögen der Zeche Friedrich Heinrich wurde mit Wirkung vom 1. Januar des Jahres 1970 von der Ruhrkohle AG übernommen. Das Bergwerk wurde der „Bergbau AG Niederrhein“ angegliedert. Der Wetterschacht 3 wurde bis zur 5. Sohle in Betrieb genommen. Im Jahr 1974 wurde über einem Blindschacht mit der Ausrichtung der 6. Sohle begonnen, diese wurde auch als 885 Metersohle bezeichnet. 1975 wurde ein Förderberg für die weitere Ausrichtung der 885 Metersohle aufgefahren. Im Jahr 1976 wurde ein Durchschlag mit den Baufeldern Pattberg und Rossenray der Zeche Rheinland erstellt. Die Berechtsame umfasste nunmehr eine Fläche von 123 km2. Ab dem Jahr 1978 wurde die 885 Metersohle als zusätzliche Fördersohle eingesetzt. 1978 wurde die Kokerei der Zeche stillgelegt, weil die RAG zu hohe Produktionskapazitäten hatte.
Im Jahr 1983 wurden die Teufarbeiten an Schacht 2 wieder aufgenommen, im Jahr darauf wurde der Schacht mit der 6. Sohle durchschlägig. Außerdem wurde in diesem Jahr eine Vorbohrung bis zum Flöz Girondelle 5 erstellt. Bei einer Teufe von −950 m NN wurde das Flöz erbohrt. Ab 1985 wurden die Teufarbeiten an Schacht 3 weiter geführt,  1987 wurde ein Durchschlag mit der Zeche Niederberg erstellt. Dies war die erste untertägige Verbindung zwischen den beiden Bergwerken. Im Jahr 1988 wurde im Schacht 3 die 1000 Metersohle angesetzt. Es begannen Planungen für eine 1200 Metersohle. Am 28. März des Jahres 1990 ging die Zeche Friedrich in einen Förderverbund mit der Zeche Rheinland. Es wurde die Förderung von Rossenray durch Friedrich Heinrich übernommen. Schacht 3 ging noch im selben Jahr bis zur 1000 Metersohle in Betrieb. Im Jahr 1991 erfolgte die Umstellung der Streckenförderung von Wagenförderung auf Bandförderung. Im Jahre 1993 erfolgte der Zusammenschluss mit dem Verbundbergwerk Rheinland zum „Verbundbergwerk Friedrich Heinrich/Rheinland“. Dabei wurde die Förderung auf „Friedrich Heinrich 1/2“ konzentriert und die Förderanlagen von „Rheinland“ mit Ausnahme der Schachtanlagen „Rheinpreußen“ 8 und 9 stillgelegt. Im Jahr 2002 erfolgte der Verbund zum Bergwerk West, In diesem waren die Friedrich-Heinrich-Schächte 1, 2 und 4 sowie die Schächte Rossenray 1 und 2 in Betrieb, wobei Schacht Friedrich Heinrich 4 nur noch als Wetterschacht genutzt wurde.

## Förderung und Belegschaft
Auf dem Bergwerk wurden Fettkohlen und Esskohlen gefördert. Die ersten Belegschaftszahlen des Bergwerks stammen aus dem Jahr 1907, in diesem waren es 80 Mitarbeiter. Die ersten Förderzahlen des Bergwerks stammen aus dem Jahr 1912, in diesem wurden mit 745 Beschäftigten 91.036 Tonnen Steinkohle gefördert. Im Jahr 1920 wurden 851.366 Tonnen gefördert, die Belegschaftsstärke lag bei 4127. Im Jahr 1925 wurde mit 1.159.796 Tonnen erstmals die Marke von einer Million Tonnen überschritten, dies erfolgte mit 5222 Beschäftigten. Im Jahr 1930 stieg die Förderung an auf rund 1.750.000 Tonnen, die Belegschaftsstärke lag in diesem Jahr bei 5970. Im Jahr 1940 stieg die Förderung auf 2.370.745 Tonnen, die Belegschaftsstärke lag bei 5093. Im Jahr 1945 sank die Förderung aufgrund der Kriegseinwirkungen auf rund 549.000 Tonnen, die Belegschaftsstärke lag bei 3525. Im Jahr 1950 stieg die Förderung an auf 1.979.835 Tonnen, die Belegschaftsstärke lag in diesem Jahr bei 7248. Im Jahr 1955 wurden mit 8119 Beschäftigten 2.138.082 Tonnen gefördert. Im Jahr 1960 wurde mit 7630 Beschäftigten eine Förderung von 2.400.393 Tonnen erbracht. Im Jahr 1970 lag die Förderung bei rund 2.500.000 Tonnen, die Belegschaftsstärke lag bei 5230. Im Jahr 1980 wurde mit 4770 Beschäftigten eine Förderung von 1.991.370 Tonnen erbracht. Im Jahr 1986 wurde mit 2.592.892 Tonnen die maximale Förderung des Bergwerks erzielt, die Belegschaftsstärke lag bei 4071. Im Jahr 1992 waren noch 3366 Mitarbeiter auf dem Bergwerk beschäftigt, es wurden 2.422.443 Tonnen gefördert. Dies sind die letzten bekannten Förder- und Belegschaftszahlen als eigenständiges Bergwerk.

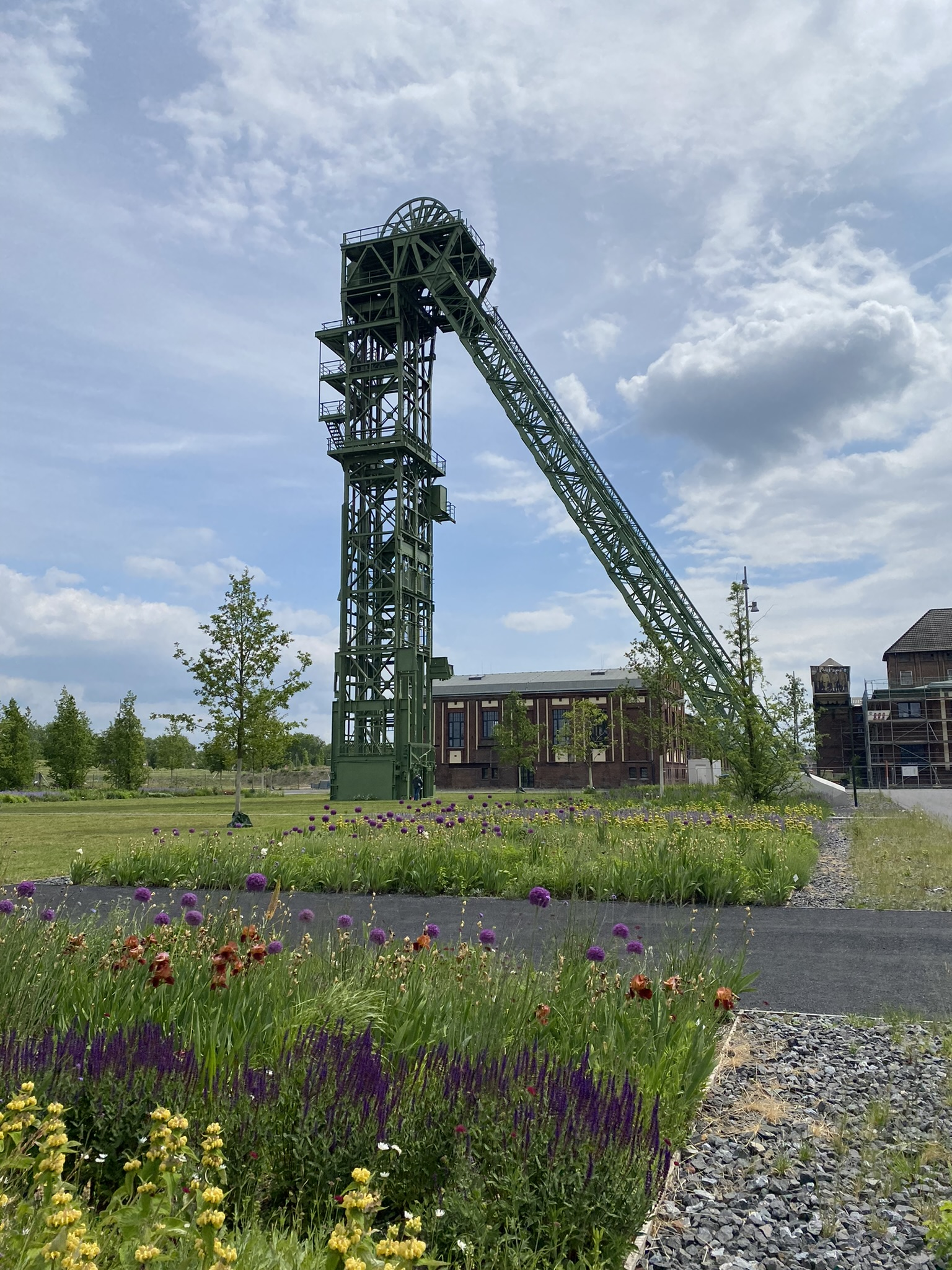
Fördergerüst von Schacht 2

## Heutiger Zustand
Die weitläufigen Tagesanlagen der Zeche „Friedrich Heinrich“ 1/2 sowie das erhaltene Fördergerüst über Schacht „Friedrich Heinrich“ 2 und der Förderturm über Schacht 1 bleiben als Denkmäler erhalten. Schacht 4 der Zeche Friedrich Heinrich wurde 2017 abgerissen. Der Förderturm sowie das Fördergerüst bleiben erhalten. Auf einem Teil des Geländes liegt seitdem die Hochschule Rhein-Waal mit ihrem Standort Kamp-Lintfort. Eine Grubenlok befindet sich heute bei der Arbeitsgemeinschaft Schroederstollen in Salzgitter. Im Jahre 2020 fand auf dem ehm. Zechengelände (heutzutage Zechenpark) die Landesgartenschau statt.
Am 13. Juni 2024 brach am Schacht 3 der Zeche Friedrich Heinrich ein Feuer in einer Lagerhalle aus, wodurch Teile der Lagerhalle und der umliegenden Hallen abgerissen werden mussten.